# ラウノ・レティネン
ラウノ・レティネン（フィンランド語: Rauno Väinämö Lehtinen、1932年4月7日 - 2006年5月1日）は、フィンランドの作曲家。タンペレ生まれ。
フォークダンスに基づいた曲「レットキス」（Letkis）は1960年代に大ヒット。92以上の国で記録された。日本では坂本九が「レット・キス（ジェンカ）」としてカバーし大ヒットした。

## 生涯
レティネンは、当時のフィンランドで最も有名なシュラーガー音楽の作曲家であり、1960年代、1970年代ごろは編曲家、作曲家の代表的一人でもあった。彼は「レットキス」（Letkis）は当初はあまり知られていなかったが、ジャズにアレンジされたバージョンは世界的な成功を収めた。レティネンはまた、「トム・トム・トム」（Tom tom tom）という曲を書き、マリオン（Marion）が演奏した。当作品は1973年のユーロビジョン・ソング・コンテスト1973で6位を得た。受賞によって、コンテストに出場した当時のフィンランドの最高のミュージシャンとなった。彼は2000年にプロ・フィンランディア・メダル（Pro Finlandia-medaljen）を受賞した。